# Bo Widerberg
Bo Gunnar Widerberg (ur. 8 czerwca 1930 w Malmö, zm. 1 maja 1997 w Ängelholm) – szwedzki reżyser i scenarzysta filmowy, a także pisarz i krytyk.
Czołowy przedstawiciel tzw. opozycji antybergmanowskiej. Było to pokolenie filmowców młodszych od Bergmana, którzy chcieli się przeciwstawić jego dominacji w tamtejszym kinie i podjąć omijane ich zdaniem przez niego palące problemy społeczno-polityczne.
Światową sławę przyniosły mu filmy: Wózek dziecięcy (jeden z ulubionych filmów Krzysztofa Kieślowskiego), Miłość Elwiry Madigan i Adalen 31 – niezwykle realistyczna rekonstrukcja najważniejszego strajku w historii Szwecji (użycie siły przez władze doprowadziło do wyborczego zwycięstwa partii socjaldemokratycznej na następnych kilkadziesiąt lat).
Pod koniec lat 60. był członkiem radykalnego kolektywu twórczego Grupp 13, który zrealizował film dokumentalny Biały sport. Wywołał on międzynarodowe zamieszanie.
Jego książka Visionen i svensk film odegrała ogromną rolę w szwedzkim życiu filmowym.

## Filmografia
| - 1962 Chłopiec z latawcem (Pojken och draken) - 1963 Wózek dziecięcy (Barnvagnen) Dzielnica kruków (Kvarteret korpen) - 1964 Zoo story – telewizyjny - 1965 Miłość 65 (Kärlek 65) - 1966 Brawo, Roland! (Heja Roland!) - 1967 Miłość Elwiry Madigan (Elvira Madigan) - 1968 Biały sport (Den Vita sporten) – zrealizowany przez Grupp 13 - 1969 Adalen 31 (Ådalen 31) - 1970 En Mor med två barn väntandes sitt tredje - 1971 Joe Hill - 1974 Smarkacz na boisku (Fimpen) - 1976 Człowiek na dachu (Mannen på taket) - 1979 Victoria En Handelsresandes död (Śmierć komiwojażera) – telewizyjny - 1980 Rött och svart - 1981 Tramwaj zwany pożądaniem (Linje lusta) - 1984 Człowiek z Majorki (Mannen från Mallorca) - 1986 Droga węża na skale (Ormens väg på hälleberget) - 1988 Ojciec (En Far) – telewizyjny - 1989 Dzika kaczka (Vildanden) – telewizyjny - 1990 Hebriana – telewizyjny - 1992 Efter föreställningen – telewizyjny - 1995 Życie jest piękne (Lust och fägring stor) | - 1963 Wózek dziecięcy (Barnvagnen) Dzielnica kruków (Kvarteret korpen) - 1965 Miłość 65 (Kärlek 65) - 1996 Brawo, Roland! (Heja Roland!) - 1967 Miłość Elwiry Madigan (Elvira Madigan) - 1969 Adalen 31 (Ådalen 31) - 1971 Joe Hill - 1974 Smarkacz na boisku (Fimpen) - 1976 Polare Człowiek na dachu (Mannen på taket) - 1979 Victoria - 1980 Rött och svart - 1984 Człowiek z Majorki (Mannen från Mallorca) - 1986 Droga węża (Ormens väg på hälleberget) - 1988 Ojciec (En Far) – telewizyjny - 1989 Dzika kaczka (Vildanden) – telewizyjny - 1995 Życie jest piękne (Lust och fägring stor) - 1996 Mandela |

## Pisarz
- 1952 Hösttermin
- 1952 Kyssas
- 1954 På botten av himlen
- 1955 Kejsaren av Capri
- 1956 Skiljas
- 1957 Erotikon
- 1959 Den gröna draken
- 1962 Visionen i svensk film (Spojrzenie na szwedzki film)

## Nagrody
- Nagroda na MFF w Cannes Grand Prix du Jury: 1969 Adalen 31
- Nagroda na MFF w Berlinie
  - Srebrny Niedźwiedź: – specjalna nagroda jury: 1996 Życie jest piękne